# Calvario (film)
Calvario (Calvary) è un film del 2014 diretto da John Michael McDonagh con protagonista Brendan Gleeson. È uscito nei cinema irlandesi l'11 aprile 2014.

## Trama
Una domenica mattina, come tante altre, in una sonnolenta cittadina costiera irlandese occidentale, padre James Lavelle è seduto nel suo confessionale per ascoltare i peccati dei suoi parrocchiani. Ma viene preso alla sprovvista quando un penitente gli annuncia che ha intenzione di ucciderlo per vendicare gli stupri subiti da bambino da parte di un altro prete oramai morto. L'uomo dà a padre James una settimana di tempo per mettere le cose in ordine e appacificarsi con l'enigma spirituale e personale in cui si ritrova.

## Riconoscimenti
- 2014 - British Independent Film Awards (BIFA Awards)
  - Miglior Attore per Brendan Gleeson[1]
- 2015 - Saturn Awards[2]
  - Candidatura per il miglior film internazionale